# César 1988
Die 13. Verleihung der Césars fand am 12. März 1988 im Palais des congrès de Paris statt. Präsident der Verleihung war der Regisseur Miloš Forman. Ausgestrahlt wurde die Verleihung, die von Michel Drucker und Jane Birkin moderiert wurde, vom öffentlich-rechtlichen Fernsehsender Antenne 2, dem heutigen France 2.
Das in einem Jungeninternat während der deutschen Besetzung Frankreichs spielende und mit insgesamt neun Nominierungen favorisierte Filmdrama Auf Wiedersehen, Kinder von Louis Malle erwies sich mit sieben Auszeichnungen, unter anderem in den wichtigen Kategorien Bester Film, Beste Regie und Bestes Drehbuch, als großer Gewinner des Abends. Die Preise für die besten Hauptdarsteller gingen an Richard Bohringer und Anémone für ihre Leistungen als entfremdetes Ehepaar in dem in der ländlichen Provinz spielenden Film Am großen Weg, der ebenso wie Patrice Lecontes Tragikomödie Ein unzertrennliches Gespann mit insgesamt sechs Nominierungen ins Rennen um die Césars ging. Maurice Pialats siebenfach nominierte Literaturverfilmung Die Sonne Satans mit Gérard Depardieu und Sandrine Bonnaire unterlag in allen Kategorien, in denen sie nominiert war, der Konkurrenz. In der Kategorie Bester ausländischer Film triumphierte Bernardo Bertoluccis Monumentalfilm Der letzte Kaiser und setzte sich dabei unter anderem gegen Wim Wenders Der Himmel über Berlin und The Untouchables – Die Unbestechlichen von Brian De Palma durch.

Das Palais des congrès de Paris, der Veranstaltungsort der Verleihung

## Gewinner und Nominierungen
| Statistik (Filme mit mehr als einer Nominierung) N=Nominierung; A=Auszeichnung |   |   |
| Film                                                                           | N | A |
| Auf Wiedersehen, Kinder                                                        | 9 | 7 |
| Die Sonne Satans                                                               | 7 | 0 |
| Am großen Weg                                                                  | 6 | 2 |
| Ein unzertrennliches Gespann                                                   | 6 | 1 |
| Die Unschuldigen                                                               | 5 | 1 |
| Agent Trouble – Mord aus Versehen                                              | 4 | 1 |
| Die Passion der Beatrice                                                       | 4 | 1 |
| Champ d’honneur                                                                | 2 | 1 |
| Der Schrei der Eule                                                            | 2 | 1 |
| Die Beduinen von Paris                                                         | 2 | 1 |
| Brennender Sommer                                                              | 2 | 0 |
| Das Wunder des Papu                                                            | 2 | 0 |
| Der Freund meiner Freundin                                                     | 2 | 0 |
| Der letzte Kaiser                                                              | 2 | 0 |
| A Man in Love                                                                  | 2 | 0 |
| Masken                                                                         | 2 | 0 |
| Miss Mona                                                                      | 2 | 0 |

### Bester Film (Meilleur film)
Auf Wiedersehen, Kinder (Au revoir les enfants) – Regie: Louis Malle
- Am großen Weg (Le Grand chemin) – Regie: Jean-Loup Hubert
- Die Unschuldigen (Les Innocents) – Regie: André Téchiné
- Die Sonne Satans (Sous le soleil de Satan) – Regie: Maurice Pialat
- Ein unzertrennliches Gespann (Tandem) – Regie: Patrice Leconte

### Beste Regie (Meilleur réalisateur)
Louis Malle – Auf Wiedersehen, Kinder (Au revoir les enfants)
- Jean-Loup Hubert – Am großen Weg (Le Grand chemin)
- Patrice Leconte – Ein unzertrennliches Gespann (Tandem)
- André Téchiné – Die Unschuldigen (Les Innocents)
- Maurice Pialat – Die Sonne Satans (Sous le soleil de Satan)

### Bester Hauptdarsteller (Meilleur acteur)
Richard Bohringer – Am großen Weg (Le Grand chemin)
- Jean Carmet – Miss Mona
- Gérard Depardieu – Die Sonne Satans (Sous le soleil de Satan)
- Gérard Jugnot – Ein unzertrennliches Gespann (Tandem)
- Christophe Malavoy – Brennender Sommer (De guerre lasse)
- Jean Rochefort – Ein unzertrennliches Gespann (Tandem)

### Beste Hauptdarstellerin (Meilleure actrice)
Anémone – Am großen Weg (Le Grand chemin)
- Sandrine Bonnaire – Die Sonne Satans (Sous le soleil de Satan)
- Catherine Deneuve – Agent Trouble – Mord aus Versehen (Agent trouble)
- Nastassja Kinski – Krank vor Liebe (Maladie d’amour)
- Jeanne Moreau – Das Wunder des Papu (Le Miraculé)

### Bester Nebendarsteller (Meilleur acteur dans un second rôle)
Jean-Claude Brialy – Die Unschuldigen (Les Innocents)
- Jean-Pierre Kalfon – Der Schrei der Eule (Le Cri du hibou)
- Jean-Pierre Léaud – Die Strich-Academy (Les Keufs)
- Guy Marchand – Ertrinken verboten (Noyade interdite)
- Tom Novembre – Agent Trouble – Mord aus Versehen (Agent trouble)

### Beste Nebendarstellerin (Meilleure actrice dans un second rôle)
Dominique Lavanant – Agent Trouble – Mord aus Versehen (Agent trouble)
- Sylvie Joly – Das Wunder des Papu (Le Miraculé)
- Anna Karina – Dschungelgold – Cayenne Palace (Cayenne Palace)
- Bernadette Lafont – Masken (Masques)
- Marie Laforêt – Zwei halbe Helden (Fucking Fernand)

### Bester Nachwuchsdarsteller (Meilleur jeune espoir masculin)
Thierry Frémont – Schnittwunden (Travelling avant)
- Cris Campion – Champ d’honneur
- Pascal Légitimus – Die Beduinen von Paris (L’Œil au beurre noir)
- François Négret – Auf Wiedersehen, Kinder (Au revoir les enfants)

### Beste Nachwuchsdarstellerin (Meilleur jeune espoir féminin)
Mathilda May – Der Schrei der Eule (Le Cri du hibou)
- Anne Brochet – Masken (Masques)
- Julie Delpy – Die Passion der Beatrice (La Passion Béatrice)
- Sophie Renoir – Der Freund meiner Freundin (L’Ami de mon amie)

### Bestes Erstlingswerk (Meilleur premier film)
Die Beduinen von Paris (L’Œil au beurre noir) – Regie: Serge Meynard
- Avril brisé – Regie: Liria Bégéja
- Flag – Regie: Jacques Santi
- Le Jupon rouge – Regie: Geneviève Lefebvre
- Der Mönch und die Hexe (Le Moine et la sorcière) – Regie: Suzanne Schiffman

### Bestes Drehbuch (Meilleur scénario original ou adaptation)
Louis Malle – Auf Wiedersehen, Kinder (Au revoir les enfants)
- Patrick Dewolf und Patrice Leconte – Ein unzertrennliches Gespann (Tandem)
- Jean-Loup Hubert – Am großen Weg (Le Grand chemin)
- Éric Rohmer – Der Freund meiner Freundin (L’Ami de mon amie)
- Colo Tavernier – Die Passion der Beatrice (La Passion Béatrice)

### Beste Filmmusik (Meilleure musique écrite pour un film)
Michel Portal – Champ d’honneur
- Philippe Sarde – Die Unschuldigen (Les Innocents)
- Gabriel Yared – Agent Trouble – Mord aus Versehen (Agent trouble)

### Bestes Szenenbild (Meilleurs décors)
Willy Holt – Auf Wiedersehen, Kinder (Au revoir les enfants)
- Guy-Claude François – Die Passion der Beatrice (La Passion Béatrice)
- Jean-Pierre Kohut-Svelko – Ennemis intimes

### Beste Kostüme (Meilleurs costumes)
Jacqueline Moreau – Die Passion der Beatrice (La Passion Béatrice)
- Corinne Jorry – Auf Wiedersehen, Kinder (Au revoir les enfants)
- Olga Berluti – Brennender Sommer (De guerre lasse)

### Beste Kamera (Meilleure photographie)
Renato Berta – Auf Wiedersehen, Kinder (Au revoir les enfants)
- Patrick Blossier – Miss Mona
- Willy Kurant – Die Sonne Satans (Sous le soleil de Satan)

### Bester Ton (Meilleur son)
Jean-Claude Laureux, Claude Villand und Bernard Leroux – Auf Wiedersehen, Kinder (Au revoir les enfants)
- Gérard Lamps und Bernard Bats – A Man in Love (Un homme amoureux)
- Jean-Louis Ughetto und Dominique Hennequin – Die Unschuldigen (Les Innocents)

### Bester Schnitt (Meilleur montage)
Emmanuelle Castro – Auf Wiedersehen, Kinder (Au revoir les enfants)
- Yann Dedet – Die Sonne Satans (Sous le soleil de Satan)
- Raymonde Guyot – Am großen Weg (Le Grand chemin)

### Bester Kurzfilm (Meilleur court métrage de fiction)
Présence féminine – Regie: Éric Rochant
- D’après Maria – Regie: Jean-Claude Robert
- Pétition – Regie: Jean-Louis Comolli

### Bester animierter Kurzfilm (Meilleur court métrage d’animation)
Le Petit cirque de toutes les couleurs – Regie: Patrick Deniau
- Transatlantique – Regie: Bruce Krebs

### Bester dokumentarischer Kurzfilm (Meilleur court métrage documentaire)
L’Été perdu – Regie: Dominique Théron
- Pour une poignée de Kurus – Regie: Christian Raimbaud

### Bestes Filmplakat (Meilleure affiche)
Sadi Nouri und Stéphane Bielikoff – Ein unzertrennliches Gespann (Tandem)
- Benjamin Baltimore und Luc Roux – Die Sonne Satans (Sous le soleil de Satan)
- Philippe Lemoine – Der letzte Kaiser (The Last Emperor)
- Philippe Lemoine – A Man in Love (Un homme amoureux)

### Bester ausländischer Film (Meilleur film étranger)
Der letzte Kaiser (The Last Emperor), Frankreich/Italien/Großbritannien – Regie: Bernardo Bertolucci
- Der Himmel über Berlin, Deutschland/Frankreich – Regie: Wim Wenders
- Fellinis Intervista, Italien – Regie: Federico Fellini
- Schwarze Augen (Oci ciornie), Italien – Regie: Nikita Sergejewitsch Michalkow
- The Untouchables – Die Unbestechlichen (The Untouchables), USA – Regie: Brian De Palma

## Ehrenpreis (César d’honneur)
- Serge Silberman, französischer Filmproduzent